# Lecanactis
Lecanactis es un género de hongos liquenizado en la familia Roccellaceae. El fotobionte es un alga del género Trentepohlia.

## Especies selectas
Nota: esta es una lista parcial
- Lecanactis abietina
- Lecanactis acicularis
- Lecanactis albida
- Lecanactis americana
- Lecanactis aponina
- Lecanactis arenae
- Lecanactis atacamensis
- Lecanactis biformata
- Lecanactis biformis
- Lecanactis bullata
- Lecanactis byssacea
- Lecanactis caesia
- Lecanactis californica
- Lecanactis canariensis
- Lecanactis cohibens
- Lecanactis concordans
- Lecanactis confluens
- Lecanactis conglomerata
- Lecanactis coniochlora
- Lecanactis cretacea
- Lecanactis cymbegrapha
- Lecanactis deightonii
- Lecanactis deminuens
- Lecanactis denticulata
- Lecanactis develans
- Lecanactis dilleniana
- Lecanactis dillenii
- Lecanactis dimelaenoides
- Lecanactis divergens
- Lecanactis diversa
- Lecanactis diversula
- Lecanactis doerfleri
- Lecanactis dolosa
- Lecanactis dubia
- Lecanactis elaeocarpa
- Lecanactis elegans
- Lecanactis emersa
- Lecanactis endorhoda
- Lecanactis epileuca
- Lecanactis exigua
- Lecanactis farinosa
- Lecanactis farinulenta
- Lecanactis feeana
- Lecanactis flavidosella
- Lecanactis flaviseda
- Lecanactis flexans
- Lecanactis flexuosa
- Lecanactis fraudans
- Lecanactis gibberulosa
- Lecanactis gibbosa
- Lecanactis grumosa
- Lecanactis heterocarpa
- Lecanactis homoeoides
- Lecanactis illecebrosula
- Lecanactis inferior
- Lecanactis insignior
- Lecanactis jenikii
- Lecanactis kerguelensis
- Lecanactis lactescens
- Lecanactis latebrarum
- Lecanactis latispora
- Lecanactis lecanoroides
- Lecanactis lecideina
- Lecanactis leptoloma
- Lecanactis leucophora
- Lecanactis limosescens
- Lecanactis lividula
- Lecanactis lynceoides
- Lecanactis macrocarpa
- Lecanactis macrocarpoides
- Lecanactis mawsonii
- Lecanactis mecistophora
- Lecanactis medusula
- Lecanactis megaspora
- Lecanactis meiophragmia
- Lecanactis moseleyi
- Lecanactis myriadea
- Lecanactis nakajii
- Lecanactis nashii
- Lecanactis neozelandica
- Lecanactis obfirmata
- Lecanactis olivascens
- Lecanactis opponens
- Lecanactis pallens
- Lecanactis patellarioides
- Lecanactis patellula
- Lecanactis periclea
- Lecanactis pezizoidea
- Lecanactis pictonica
- Lecanactis planiuscula
- Lecanactis platygraphoides
- Lecanactis plocina
- Lecanactis proximans
- Lecanactis pseudamylacea
- Lecanactis punctiformis
- Lecanactis pyrenocarpoides
- Lecanactis quassiae
- Lecanactis ramosus
- Lecanactis ravenelii
- Lecanactis redingeri
- Lecanactis ricasolii
- Lecanactis rockii
- Lecanactis rufoatra
- Lecanactis salicina
- Lecanactis saltelii
- Lecanactis scotomma
- Lecanactis scotommodes
- Lecanactis sericea
- Lecanactis serograpta
- Lecanactis serpentinicola
- Lecanactis serpentosa
- Lecanactis spermatospora
- Lecanactis sphaerobola
- Lecanactis stellaris
- Lecanactis stictica
- Lecanactis subabietina
- Lecanactis subattingens
- Lecanactis subcaesia
- Lecanactis subcalcarea
- Lecanactis subdryophila
- Lecanactis subgrumulosa
- Lecanactis subinusta
- Lecanactis submorosa
- Lecanactis subrigida
- Lecanactis sulphurea
- Lecanactis takalae
- Lecanactis tenella
- Lecanactis tibelliana
- Lecanactis totarae
- Lecanactis ulcerata
- Lecanactis unghvariensis
- Lecanactis urceolata
- Lecanactis varians
- Lecanactis vestita
- Lecanactis werneri
- Lecanactis xanthococcoides
- Lecanactis zahlbruckneri

Fuente de información :